# Ciclopentanoperidrofenantrene

struttura del ciclopentanoperidrofenantrene.

Il ciclopentanoperidrofenantrene, detto anche sterano o gonano è un idrocarburo tetraciclico composto da un peridrofenantrene con uno degli anelli condensato ad un ciclopentano. È la struttura base degli steroli e degli steroidi come ad esempio, rispettivamente, il colesterolo o il cortisolo, garantendone rigidità. La biosintesi dello sterano e dei suo derivati ha origine dal metabolismo dei terpeni (polimeri composti dalla fusione di più unità di isoprene), in particolare dalla fusione di due unità di farnesil pirofosfato seguita dal riarrangiamento dello squalene.